# Военно-воздушные силы Австро-Венгрии
Военно-воздушные силы Австро-Венгрии (официальное название нем. Kaiserliche und Königliche Luftfahrtruppen или K.u.K. Luftfahrtruppen) — вид вооружённых сил Австро-Венгерской империи, существовавший в 1893—1919 годах.

## Военно-воздушные силы
Военно-воздушные силы Австро-Венгерской империи были созданы в 1893 году, как корпус воздушных шаров. Реорганизованы в 1912 году. Накануне Первой мировой войны в состав военно-воздушного флота входило 10 воздушных шаров наблюдения, 39 самолётов и 85 пилотов. Из основных стран-участниц мировой войны австро-венгерские воздушные силы были одними из самых слабых. Австро-венгерские пилоты воевали на Восточном фронте Первой мировой войны против русской и румынской армии, а на Итальянском — против итальянских, английских и американских войск.

## Самолёты австро-венгерских ВВС
Самолёты на вооружении ВВС Империи были, как производства собственных предприятий (Aviatik, Lohner, UFAG, Phönix), так и немецких, или совместных с Германией (Etrich Taube, Fokker, Hansa-Brandenburg, Albatros, Lloyd и др.)
- Etrich Taube — Многоцелевой самолёт, первый полет совершил в 1910 году. В боевых частях эти самолёты продержались до середины 1915 года, после чего их долго использовали в качестве учебных. В первые месяцы войны Etrich Taube часто применялись в качестве разведчика на западном и восточном фронтах. Эти самолёты сыграли важную роль в отражении русского наступления на Восточную Пруссию. 30 августа 1914 года самолёт впервые сбросил бомбы на Париж.
- Luft-Limousine Etrich Первый военный моноплан с кабиной для пилота и для одного пассажира. Первый полет 7 мая 1912 года Во время Первой мировой войны использовался только Австро-Венгерской армией.[2]
- Fokker M.5 Первый полет в 1913 году. Использовались в роли ближних разведчиков. Имел высокие летные характеристики, особенно маневренность, легко выполнял фигуры высшего пилотажа.[3]
- Lohner L Разведывательная летающая лодка. Первый полет в 1915 году. Применялась для морского патрулирования и разведки. Было произведено 123 самолёта с различными вариантами двигателей.[4]
- Lohner C.I Двухместный биплан разведчик. Первый полет в 1916 году. Был вооружен одним пулеметом, установленным у наблюдателя в задней кабине. С начала 1916 года самолёт активно применялся на всех фронтах, где участвовали австро-венгерские воздушные силы.[5]
- Lohner B.I Вспомогательный самолёт. Первый полет в 1916 году. Применялся на всех фронтах, где воевали австро-венгерские ВВС. Выполнял бомбардировки в Румынии, северной Италии и на юго-западе Украины.[6]
- Lloyd C.II Фронтовой разведчик. Первый полет в 1914 году. Несмотря на отсутствие вооружения самолёт широко применялся в австро-венгерской авиации. В модификации C.III на самолёт установили более мощный двигатель и пулемет.[7]
- Hansa-Brandenburg B.I Вспомогательный самолёт. Первый полет в 1915 году. B-I уменьшенная модификация C-I без вооружения, применялась в основном в летных школах. После войны зти самолёты служили в ВВС Польши, Норвегии и Чехословакии.[8]
- Hansa-Brandenburg C.I Многоцелевой самолёт. Первый полет в 1915 году. С 1916 года самолёт применялся на всех фронтах, где воевали австро-венгерские войска. Чаще всего они использовались для разведки и корректировки артиллерийского огня, некоторые использовались как легкие бомбардировщики. Производство начатое в 1916 году, продолжалось до окончания войны, всего было изготовлено 1356 машин.[9]
- Hansa-Brandenburg D.I Истребитель. Первый полет апрель 1916 года. На вооружение австрийских ВВС стал поступать с осени 1916 года и находились в боевой эксплуатации до середины 1917 года. Применялся на итальянском и русско-румынском фронтах. Всего было изготовлено 123 самолёта.[10]
- Hansa-Brandenburg G.I Средний бомбардировщик. Первый полет в 1915 году. С января 1917 года участвовал в боевых действиях на итало-австрийском фронте. Всего было изготовлено 39 самолётов, из них 12 в Австро-Венгрии. За три месяца службы самолёт совершил лишь один боевой вылет. Была попытка использовать самолёт в качестве ночного бомбардировщика, но неудачно. До конца войны самолёты прослужили в учебных подразделениях.[11]
- Österreichische Aviatik D.I Истребитель. Первый полет 1917 году. Первый серийный австро-венгерский истребитель собственной разработки. Было выпущено 740 самолётов. Самолёт с весны 1917 года применялся на итальянском, русско-румынском и македонском фронтах. После войны самолёты эксплуатировались в Чехословакии, Венгрии, Румынии и Австрии.[12]
- Albatros D.III Истребитель-разведчик. Первый полет 1916 год. Всего было изготовлено 902 истребителя. Самолёт применялся на всех европейских фронтах, а также в Месопотамии и Палестине.[13]
- Fokker D.VII Скоростной истребитель. Первый полет 1918 год. Общий объём серийного выпуска оценивается примерно в 3200 единиц. Около 50 самолётов построила венгерская фирма MAG.[14]
- Fokker E.III Истребитель. Первый полет 1916 год. Всего было построено 270 экземпляров в Германии, шесть самолётов получила Австро-Венгрия, из которых была сформирована первая австро-венгерская истребительная авиачасть.[15]
- Knoller C.II Истребитель-разведчик. Первый полет 1917 году. Как истребитель самолёт летал с одним пилотом, а как разведчик с двумя. Всего было построено около 200 самолётов.[16]
- Aviatik B.III Самолёт разведчик. Первый полет в 1915 году. На Восточный фронт стали поступать с февраля 1916 года, однако летом 1916 года перевели в разряд тренировочных. Просторная кабина облегчала взаимодействие курсанта и инструктора.[17]
- Aviatik Berg C.I Самолёт-разведчик. Первый полет в 1915 году. В боевых действиях участвовал с 1915 до 1917 года в качестве корректировщика артиллерийского огня, а также как фоторазведчик.[18]
- Aviatik D.I Первый истребитель спроектированный и изготовленный в Австро-Венгрии. Первый полет — январь 1917 года. Серийное производство с февраля 1917 по октябрь 1918 года. Всего было изготовлено 740 самолётов. Участвовал в боевых действиях на итальянском, русско-румынском и македонском фронтах.[19]
- Phonix D.I Истребитель. Первый полет в 1917 году. Всего было произведено 160 истребителей разных модификаций. В 1918 году самолёты стали поступать в части австро-венгерских ВВС.[20]
- Phonix C.I Фронтовой-разведчик. Первый полет в 1918 году. С весны 1918 года на итало-австрийском фронте. Применялись в основном для фоторазведки.[21]
- Oeffag D.III Истребитель. Первый полет в 1917 году. Считался лучшим истребителем Австро-Венгерской империи. Широко применялся в боевых действиях на итальянском фронте.[22]

## Опознавательные знаки
С 1913 по, примерно, 1916 годы на аэропланах использовался знак из цветов австрийского национального флага. Примерно с 1915 года и до распада Империи использовался знак Железного креста, идентичный знаку Имперских ВВС Германии в период с 1914 по 1918 годы.